# Championnat d'Afrique des nations de football 2014
Navigation
Soudan 2011 Rwanda 2016
Le Championnat d'Afrique des nations de football 2014 (CHAN 2014) est une compétition de football qui se dispute en Afrique du Sud en 2014, organisée par la Confédération africaine de football (CAF).
Il s'agit de la troisième édition du Championnat d'Afrique des nations qui met en compétition les 16 meilleures équipes africaines locales réparties en quatre poules de quatre équipes. Il s'est ensuivi les quarts, les demi-finales puis la finale.

## Qualifications
Les qualifications du Championnat d'Afrique des nations s'effectuent par zone,. L'Afrique du Sud est qualifiée d'office en tant que pays organisateur ; trente-huit autres équipes doivent passer par les qualifications organisées de la manière suivante :
- Zone Nord : deux qualifiés parmi quatre équipes à la suite d'un seul tour qui oppose la Tunisie au Maroc et l'Algérie à la Libye ;
- Zone Ouest A : deux qualifiés parmi six équipes en deux tours ;
- Zone Ouest B : trois qualifiés parmi sept équipes en deux tours ;
- Zone centrale : trois qualifiés parmi cinq équipes en deux tours ;
- Zone Centre-Est : trois qualifiés parmi huit équipes en deux tours ;
- Zone Sud : deux qualifiés parmi neuf équipes en trois tours, plus l'Afrique du Sud, pays organisateur qualifié d'office.

Le tirage au sort de ces qualifications a eu lieu le jeudi 6 septembre 2012 au Caire au siège de la CAF.

## Équipes qualifiées

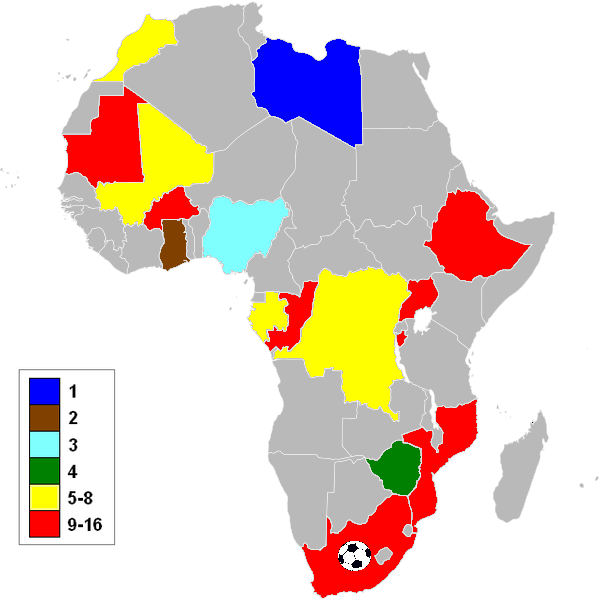
Équipes qualifiées pour la CHAN 2014.

| Zone            | Équipe                     |
| --------------- | -------------------------- |
| Zone Nord       | Libye                      |
| Zone Nord       | Maroc                      |
| Zone Ouest A    | Mauritanie                 |
| Zone Ouest A    | Mali                       |
| Zone Ouest B    | Ghana                      |
| Zone Ouest B    | Nigeria                    |
| Zone Ouest B    | Burkina Faso               |
| Zone centrale   | Congo                      |
| Zone centrale   | Gabon                      |
| Zone centrale   | RD Congo                   |
| Zone Centre-Est | Burundi                    |
| Zone Centre-Est | Éthiopie                   |
| Zone Centre-Est | Ouganda                    |
| Zone Sud        | Afrique du Sud (Pays hôte) |
| Zone Sud        | Zimbabwe                   |
| Zone Sud        | Mozambique                 |

## Les groupes
Le tirage au sort du Championnat d’Afrique des nations Orange (Chan), Afrique du Sud 2014, s’est déroulé le 18 septembre 2013 au siège de la Caf au Caire en Égypte.
les équipes se sont réparties sur quatre groupes de quatre prétendants à cette couronne continentale réservée aux joueurs évoluant dans les championnats de leurs pays.
| Groupe A                                                   | Groupe B                            | Groupe C                   | Groupe D                          |
| ---------------------------------------------------------- | ----------------------------------- | -------------------------- | --------------------------------- |
| Afrique du Sud (Pays organisateur) Mali Nigeria Mozambique | Zimbabwe Ouganda Burkina Faso Maroc | Ghana Éthiopie Libye Congo | RD Congo Gabon Burundi Mauritanie |

## Sites de la compétition
Les sites de la compétition sont annoncés le 4 mai 2012. Polokwane, Kimberley, Bloemfontein et Le Cap accueillent le tournoi.
| Le Cap               | Polokwane               |
| -------------------- | ----------------------- |
| Cape Town Stadium    | Peter Mokaba Stadium    |
| Capacité : 64 100    | Capacité : 41 733       |
|                      |                         |
| Bloemfontein         | Kimberley               |
| Peter Mokaba Stadium | Hoffe Park Stadium (en) |
| Capacité : 40 911    | Capacité : 18 000       |
|                      |                         |

## Phase de groupes

### Groupe A
| Rang | Équipe         | Pts | J | G | N | P | Bp | Bc | Diff |
| ---- | -------------- | --- | - | - | - | - | -- | -- | ---- |
| 1    | Mali           | 7   | 3 | 2 | 1 | 0 | 5  | 3  | +2   |
| 2    | Nigeria        | 6   | 3 | 2 | 0 | 1 | 8  | 5  | +3   |
| 3    | Afrique du Sud | 4   | 3 | 1 | 1 | 1 | 5  | 5  | 0    |
| 4    | Mozambique     | 0   | 3 | 0 | 0 | 3 | 4  | 9  | -5   |

| 11 janvier 2014 | Afrique du Sud                     | 3 - 1   | Mozambique | Cape Town Stadium, Le Cap                     |                                               |
| 18:00 UTC+2     | Parker 30e (pen.) 82e · Kekana 58e | (1 - 1) | 11e Diogo  | Spectateurs : 26 328 Arbitrage : Gehad Grisha | Spectateurs : 26 328 Arbitrage : Gehad Grisha |
| 18:00 UTC+2     | Rapport                            |         |            | Spectateurs : 26 328 Arbitrage : Gehad Grisha | Spectateurs : 26 328 Arbitrage : Gehad Grisha |

| 11 janvier 2014 | Mali                     | 2 - 1   | Nigeria    | Cape Town Stadium, Le Cap                        |                                                  |
| 21:00 UTC+2     | Sissoko 18e · Traoré 50e | (1 - 0) | 54e Salami | Spectateurs : 14 000 Arbitrage : Bernard Camille | Spectateurs : 14 000 Arbitrage : Bernard Camille |
| 21:00 UTC+2     | Rapport                  |         |            | Spectateurs : 14 000 Arbitrage : Bernard Camille | Spectateurs : 14 000 Arbitrage : Bernard Camille |

| 15 janvier 2014 | Afrique du Sud    | 1 - 1   | Mali       | Cape Town Stadium, Le Cap                             |                                                       |
| 17:00 UTC+2     | Parker 25e (pen.) | (1 - 0) | 54e Sidibé | Spectateurs : 20 000 Arbitrage : Mal Souley Mohamadou | Spectateurs : 20 000 Arbitrage : Mal Souley Mohamadou |
| 17:00 UTC+2     | Rapport           |         |            | Spectateurs : 20 000 Arbitrage : Mal Souley Mohamadou | Spectateurs : 20 000 Arbitrage : Mal Souley Mohamadou |

| 15 janvier 2014 | Nigeria                        | 4 - 2   | Mozambique           | Cape Town Stadium, Le Cap                                 |                                                           |
| 20:00 UTC+2     | Ede 11e · Ali 13 · Imenger 88e | (2 - 2) | 10e Khan · 20e Diogo | Spectateurs : 18 407 Arbitrage : Aboubacar Mario Bangoura | Spectateurs : 18 407 Arbitrage : Aboubacar Mario Bangoura |
| 20:00 UTC+2     | Rapport                        |         |                      | Spectateurs : 18 407 Arbitrage : Aboubacar Mario Bangoura | Spectateurs : 18 407 Arbitrage : Aboubacar Mario Bangoura |

| 19 janvier 2014 | Nigeria                          | 3 – 1   | Afrique du Sud    | Cape Town Stadium, Le Cap                        |                                                  |
| 19:00 UTC+2     | Uzoenyi 22e 64e · Ede 32e (pen.) | (1 - 1) | 81e (pen.) Parker | Spectateurs : 35 000 Arbitrage : Mohamed Benouza | Spectateurs : 35 000 Arbitrage : Mohamed Benouza |
| 19:00 UTC+2     | Rapport                          |         |                   | Spectateurs : 35 000 Arbitrage : Mohamed Benouza | Spectateurs : 35 000 Arbitrage : Mohamed Benouza |

| 19 janvier 2014 | Mozambique  | 1 – 2   | Mali                             | Athlone Stadium, Le Cap                                    |                                                            |
| 19:00 UTC+2     | Josemar 38e | (1 - 0) | 48e Sidibé · 90+3e (pen.) Traoré | Spectateurs : 1 000 Arbitrage : Mutaz Abdelbasit Khairalla | Spectateurs : 1 000 Arbitrage : Mutaz Abdelbasit Khairalla |
| 19:00 UTC+2     | Rapport     |         |                                  | Spectateurs : 1 000 Arbitrage : Mutaz Abdelbasit Khairalla | Spectateurs : 1 000 Arbitrage : Mutaz Abdelbasit Khairalla |

### Groupe B
| Rang | Équipe       | Pts | J | G | N | P | Bp | Bc | Diff |
| ---- | ------------ | --- | - | - | - | - | -- | -- | ---- |
| 1    | Maroc        | 5   | 3 | 1 | 2 | 0 | 4  | 2  | +2   |
| 2    | Zimbabwe     | 5   | 3 | 1 | 2 | 0 | 1  | 0  | +1   |
| 3    | Ouganda      | 4   | 3 | 1 | 1 | 1 | 3  | 4  | -1   |
| 4    | Burkina Faso | 1   | 3 | 0 | 1 | 2 | 2  | 4  | -2   |

| 12 janvier 2014 | Zimbabwe | 0 - 0   | Maroc | Athlone Stadium, Le Cap                               |                                                       |
| 17:00 UTC+2     |          | (0 - 0) |       | Spectateurs : 4 000 Arbitrage : Bamlak Tessema Weyesa | Spectateurs : 4 000 Arbitrage : Bamlak Tessema Weyesa |
| 17:00 UTC+2     | Rapport  |         |       | Spectateurs : 4 000 Arbitrage : Bamlak Tessema Weyesa | Spectateurs : 4 000 Arbitrage : Bamlak Tessema Weyesa |

| 12 janvier 2014 | Ouganda         | 2 - 1   | Burkina Faso | Athlone Stadium, Le Cap                        |                                                |
| 20:00 UTC+2     | Sentamu 15e 73e | (1 - 0) | 88e Bayala   | Spectateurs : 4 000 Arbitrage : Ali Lemghaifry | Spectateurs : 4 000 Arbitrage : Ali Lemghaifry |
| 20:00 UTC+2     | Rapport         |         |              | Spectateurs : 4 000 Arbitrage : Ali Lemghaifry | Spectateurs : 4 000 Arbitrage : Ali Lemghaifry |

| 16 janvier 2014 | Zimbabwe | 0 - 0   | Ouganda | Athlone Stadium, Le Cap                         |                                                 |
| 17:00 UTC+2     |          | (0 - 0) |         | Spectateurs : 5 000 Arbitrage : Malang Diedhiou | Spectateurs : 5 000 Arbitrage : Malang Diedhiou |
| 17:00 UTC+2     | Rapport  |         |         | Spectateurs : 5 000 Arbitrage : Malang Diedhiou | Spectateurs : 5 000 Arbitrage : Malang Diedhiou |

| 16 janvier 2014 | Burkina Faso  | 1 - 1   | Maroc        | Athlone Stadium, Le Cap                         |                                                 |
| 20:00 UTC+2     | Ouédraogo 88e | (0 - 1) | 1re El Bahri | Spectateurs : 3 000 Arbitrage : Mahamadou Keita | Spectateurs : 3 000 Arbitrage : Mahamadou Keita |
| 20:00 UTC+2     | Rapport       |         |              | Spectateurs : 3 000 Arbitrage : Mahamadou Keita | Spectateurs : 3 000 Arbitrage : Mahamadou Keita |

| 20 janvier 2014 | Burkina Faso | 0 - 1   | Zimbabwe    | Athlone Stadium, Le Cap                            |                                                    |
| 19:00 UTC+2     |              | (0 - 0) | 56e Masimba | Spectateurs : 7 200 Arbitrage : Mohamed Said Kordi | Spectateurs : 7 200 Arbitrage : Mohamed Said Kordi |
| 19:00 UTC+2     | Rapport      |         |             | Spectateurs : 7 200 Arbitrage : Mohamed Said Kordi | Spectateurs : 7 200 Arbitrage : Mohamed Said Kordi |

| 20 janvier 2014 | Maroc                                      | 3 - 1   | Ouganda     | Cape Town Stadium, Le Cap                     |                                               |
| 19:00 UTC+2     | Abdessamad 29e · Iajour 77e · El Ouadi 93e | (1 - 0) | 60e Sentamu | Spectateurs : 2 500 Arbitrage : Janny Sikazwe | Spectateurs : 2 500 Arbitrage : Janny Sikazwe |
| 19:00 UTC+2     | Rapport                                    |         |             | Spectateurs : 2 500 Arbitrage : Janny Sikazwe | Spectateurs : 2 500 Arbitrage : Janny Sikazwe |

### Groupe C
| Rang | Équipe   | Pts | J | G | N | P | Bp | Bc | Diff |
| ---- | -------- | --- | - | - | - | - | -- | -- | ---- |
| 1    | Ghana    | 7   | 3 | 2 | 1 | 0 | 3  | 1  | +2   |
| 2    | Libye    | 5   | 3 | 1 | 2 | 0 | 5  | 3  | +2   |
| 3    | Congo    | 4   | 3 | 1 | 1 | 1 | 3  | 3  | 0    |
| 4    | Éthiopie | 0   | 3 | 0 | 0 | 3 | 0  | 4  | -4   |

| 13 janvier 2014 | Ghana       | 1 - 0   | Congo | Free State Stadium, Bloemfontein                |                                                 |
| 17:00 UTC+2     | Anobaah 34e | (1 - 0) |       | Spectateurs : 3 500 Arbitrage : Sylvester Kirwa | Spectateurs : 3 500 Arbitrage : Sylvester Kirwa |
| 17:00 UTC+2     | Rapport     |         |       | Spectateurs : 3 500 Arbitrage : Sylvester Kirwa | Spectateurs : 3 500 Arbitrage : Sylvester Kirwa |

| 13 janvier 2014 | Libye                  | 2 - 0   | Éthiopie | Free State Stadium, Bloemfontein              |                                               |
| 20:00 UTC+2     | Abushnaf 4e · Omar 83e | (1 - 0) |          | Spectateurs : 3 000 Arbitrage : Janny Sikazwe | Spectateurs : 3 000 Arbitrage : Janny Sikazwe |
| 20:00 UTC+2     | Rapport                |         |          | Spectateurs : 3 000 Arbitrage : Janny Sikazwe | Spectateurs : 3 000 Arbitrage : Janny Sikazwe |

| 17 janvier 2014 | Ghana     | 1 - 1   | Libye               | Free State Stadium, Bloemfontein                                                         |                                                                                          |
| 17:00 UTC+2     | Yahaya 6e | (1 - 0) | 72e (pen.) Al Badri | Spectateurs : 7 000 Arbitrage : Redouane Jiyed remplacé à la 62e minute par Victor Gomes | Spectateurs : 7 000 Arbitrage : Redouane Jiyed remplacé à la 62e minute par Victor Gomes |
| 17:00 UTC+2     | Rapport   |         |                     | Spectateurs : 7 000 Arbitrage : Redouane Jiyed remplacé à la 62e minute par Victor Gomes | Spectateurs : 7 000 Arbitrage : Redouane Jiyed remplacé à la 62e minute par Victor Gomes |

| 17 janvier 2014 | Éthiopie | 0 - 1   | Congo           | Free State Stadium, Bloemfontein                  |                                                   |
| 20:00 UTC+2     |          | (0 - 0) | 78e Bhebey Ndey | Spectateurs : 10 000 Arbitrage : Juste Ephrem Zio | Spectateurs : 10 000 Arbitrage : Juste Ephrem Zio |
| 20:00 UTC+2     | Rapport  |         |                 | Spectateurs : 10 000 Arbitrage : Juste Ephrem Zio | Spectateurs : 10 000 Arbitrage : Juste Ephrem Zio |

| 21 janvier 2014 | Éthiopie | 0 - 1   | Ghana             | Free State Stadium, Bloemfontein             |                                              |
| 19:00 UTC+2     |          | (0 - 0) | 77e (pen.) Adusei | Spectateurs : 6 500 Arbitrage : Gehad Grisha | Spectateurs : 6 500 Arbitrage : Gehad Grisha |
| 19:00 UTC+2     | Rapport  |         |                   | Spectateurs : 6 500 Arbitrage : Gehad Grisha | Spectateurs : 6 500 Arbitrage : Gehad Grisha |

| 21 janvier 2014 | Congo                       | 2 - 2   | Libye                 | Peter Mokaba Stadium, Polokwane                 |                                                 |
| 19:00 UTC+2     | Nkounkou 36e · Binguila 54e | (1 - 0) | 75e Omar · 92e Fetori | Spectateurs : 5 000 Arbitrage : Mahamadou Keita | Spectateurs : 5 000 Arbitrage : Mahamadou Keita |
| 19:00 UTC+2     | Rapport                     |         |                       | Spectateurs : 5 000 Arbitrage : Mahamadou Keita | Spectateurs : 5 000 Arbitrage : Mahamadou Keita |

### Groupe D
| Rang | Équipe     | Pts | J | G | N | P | Bp | Bc | Diff |
| ---- | ---------- | --- | - | - | - | - | -- | -- | ---- |
| 1    | Gabon      | 7   | 3 | 2 | 1 | 0 | 5  | 2  | +3   |
| 2    | RD Congo   | 6   | 3 | 2 | 0 | 1 | 3  | 2  | +1   |
| 3    | Burundi    | 4   | 3 | 1 | 1 | 1 | 4  | 4  | 0    |
| 4    | Mauritanie | 0   | 3 | 0 | 0 | 3 | 4  | 8  | -4   |

| 14 janvier 2014 | RD Congo         | 1 - 0   | Mauritanie   | Peter Mokaba Stadium, Polokwane                 |                                                 |
| 17:00 UTC+2     | Ngoyi 51e (pen.) | (0 - 0) |              | Spectateurs : 6 000 Arbitrage : Mohamed Benouza | Spectateurs : 6 000 Arbitrage : Mohamed Benouza |
| 17:00 UTC+2     |                  | Rapport | 75e Bagayoko | Spectateurs : 6 000 Arbitrage : Mohamed Benouza | Spectateurs : 6 000 Arbitrage : Mohamed Benouza |

| 14 janvier 2014 | Gabon   | 0 - 0   | Burundi | Peter Mokaba Stadium, Polokwane              |                                              |
| 20:00 UTC+2     |         | (0 - 0) |         | Spectateurs : 5 000 Arbitrage : Victor Gomes | Spectateurs : 5 000 Arbitrage : Victor Gomes |
| 20:00 UTC+2     | Rapport |         |         | Spectateurs : 5 000 Arbitrage : Victor Gomes | Spectateurs : 5 000 Arbitrage : Victor Gomes |

| 18 janvier 2014 | RD Congo | 0 - 1   | Gabon      | Peter Mokaba Stadium, Polokwane                |                                                |
| 17:00 UTC+2     |          | (0 - 1) | 2e N'Guéma | Spectateurs : 2 000 Arbitrage : Joseph Lamptey | Spectateurs : 2 000 Arbitrage : Joseph Lamptey |
| 17:00 UTC+2     | Rapport  |         |            | Spectateurs : 2 000 Arbitrage : Joseph Lamptey | Spectateurs : 2 000 Arbitrage : Joseph Lamptey |

| 18 janvier 2014 | Burundi                                            | 3 - 2   | Mauritanie                 | Peter Mokaba Stadium, Polokwane                    |                                                    |
| 20:00 UTC+2     | Abdoul Razak 11e · Nduwarugira 61e · Ndikumana 94e | (1 - 1) | 1re El Voulany · 70e Denna | Spectateurs : 3 000 Arbitrage : Wiish Hagi Yabarow | Spectateurs : 3 000 Arbitrage : Wiish Hagi Yabarow |
| 20:00 UTC+2     | Rapport                                            |         |                            | Spectateurs : 3 000 Arbitrage : Wiish Hagi Yabarow | Spectateurs : 3 000 Arbitrage : Wiish Hagi Yabarow |

| 22 janvier 2014 | Burundi       | 1 - 2   | RD Congo       | Peter Mokaba Stadium, Polokwane                       |                                                       |
| 19:00 UTC+2     | Ndikumana 15e | (1 - 2) | 25e 38e Makusu | Spectateurs : 3 500 Arbitrage : Bamlak Tessema Weyesa | Spectateurs : 3 500 Arbitrage : Bamlak Tessema Weyesa |
| 19:00 UTC+2     | Rapport       |         |                | Spectateurs : 3 500 Arbitrage : Bamlak Tessema Weyesa | Spectateurs : 3 500 Arbitrage : Bamlak Tessema Weyesa |

| 22 janvier 2014 | Mauritanie           | 2 - 4   | Gabon                                               | Free State Stadium, Bloemfontein                |                                                 |
| 20:00 UTC+2     | Moulaye Ahmed 4e 21e | (2 - 1) | 7e N'Zembi · 85e Appindangoyé · 90+2e 90+4e Sokambi | Spectateurs : 7 000 Arbitrage : Bernard Camille | Spectateurs : 7 000 Arbitrage : Bernard Camille |
| 20:00 UTC+2     | Rapport              |         |                                                     | Spectateurs : 7 000 Arbitrage : Bernard Camille | Spectateurs : 7 000 Arbitrage : Bernard Camille |

## Phase finale

### Quarts de finale
| 25 janvier 2014 | Maroc                          | 3 - 4 a. p. | Nigeria                                                    | Cape Town Stadium, Le Cap                       |                                                 |
| 17:00 UTC+2     | Moutouali 33e 40e · Iajour 37e | (3 - 0)     | 49e Uzochukwu · 55e Ali · 90e Uzoenyi · 111e Ibrahim Aliyu | Spectateurs : 8 000 Arbitrage : Bernard Camille | Spectateurs : 8 000 Arbitrage : Bernard Camille |
| 17:00 UTC+2     | Rapport                        |             |                                                            | Spectateurs : 8 000 Arbitrage : Bernard Camille | Spectateurs : 8 000 Arbitrage : Bernard Camille |

| 25 janvier 2014 | Mali         | 1 - 2   | Zimbabwe                  | Cape Town Stadium, Le Cap                           |                                                     |
| 20:30 UTC+2     | Sinayoko 89e | (0 - 1) | 11e Sithole · 56e Mahachi | Spectateurs : 13 000 Arbitrage : Aboubacar Bangoura | Spectateurs : 13 000 Arbitrage : Aboubacar Bangoura |
| 20:30 UTC+2     | Rapport      |         |                           | Spectateurs : 13 000 Arbitrage : Aboubacar Bangoura | Spectateurs : 13 000 Arbitrage : Aboubacar Bangoura |

| 26 janvier 2014 | Gabon                                           | 1 - 1 a. p.     | Libye                                 | Peter Mokaba Stadium, Polokwane                  |                                                  |
| 17:00 UTC+2     | Cousin 75e (pen.)                               | (0 - 0)         | 51e Omar                              | Spectateurs : 6 000 Arbitrage : Juste Ephrem Zio | Spectateurs : 6 000 Arbitrage : Juste Ephrem Zio |
| 17:00 UTC+2     | Rapport                                         |                 |                                       | Spectateurs : 6 000 Arbitrage : Juste Ephrem Zio | Spectateurs : 6 000 Arbitrage : Juste Ephrem Zio |
| 17:00 UTC+2     | Engozo'o Avebe · Djissikadié · Cousin · Sokambi | Tirs au but 2–4 | Saleh · Al Ghanodi · Abushnaf · Fadel | Spectateurs : 6 000 Arbitrage : Juste Ephrem Zio | Spectateurs : 6 000 Arbitrage : Juste Ephrem Zio |

| 26 janvier 2014 | Ghana             | 1 - 0   | RD Congo | Free State Stadium, Mangaung                    |                                                 |
| 20:30 UTC+2     | Adusei 68e (pen.) | (0 - 0) |          | Spectateurs : 12 000 Arbitrage : Ali Lemghaifry | Spectateurs : 12 000 Arbitrage : Ali Lemghaifry |
| 20:30 UTC+2     | Rapport           |         |          | Spectateurs : 12 000 Arbitrage : Ali Lemghaifry | Spectateurs : 12 000 Arbitrage : Ali Lemghaifry |

### Demi-finales
| 29 janvier 2014 | Zimbabwe                                                          | 0 - 0           | Libye                                                                          | Free State Stadium, Mangaung                          |                                                       |
| 17:00 UTC+2     |                                                                   | (0 - 0)         |                                                                                | Spectateurs : 5 000 Arbitrage : Bamlak Tessema Weyesa | Spectateurs : 5 000 Arbitrage : Bamlak Tessema Weyesa |
| 17:00 UTC+2     | Rapport                                                           |                 |                                                                                | Spectateurs : 5 000 Arbitrage : Bamlak Tessema Weyesa | Spectateurs : 5 000 Arbitrage : Bamlak Tessema Weyesa |
| 17:00 UTC+2     | Chipeta · Phiri · Sithole · Moyo · Zvirekwi · Ncube · Jaure · Ali | Tirs au but 4–5 | Abushnaf · Al Ghanodi · Mahfud · Fetori · Salama · Sabbou · Elgadi · Nashnoush | Spectateurs : 5 000 Arbitrage : Bamlak Tessema Weyesa | Spectateurs : 5 000 Arbitrage : Bamlak Tessema Weyesa |

| 29 janvier 2014 | Ghana                                    | 0 - 0           | Nigeria                   | Free State Stadium, Mangaung                  |                                               |
| 20:30 UTC+2     |                                          | (0 - 0)         |                           | Spectateurs : 7 000 Arbitrage : Janny Sikazwe | Spectateurs : 7 000 Arbitrage : Janny Sikazwe |
| 20:30 UTC+2     | Adusei 64e                               | Rapport         |                           | Spectateurs : 7 000 Arbitrage : Janny Sikazwe | Spectateurs : 7 000 Arbitrage : Janny Sikazwe |
| 20:30 UTC+2     | Akuffu · Annorbaah · Ainooson · Attobrah | Tirs au but 4–1 | Uzoenyi · Kwambe · Ogonna | Spectateurs : 7 000 Arbitrage : Janny Sikazwe | Spectateurs : 7 000 Arbitrage : Janny Sikazwe |

### Match pour la troisième place
| 1er février 2014 | Zimbabwe   | 0 - 1   | Nigeria     | Cape Town Stadium, Le Cap                     |                                               |
| 17:00 UTC+2      |            | (0 - 0) | 85e Obiozor | Spectateurs : 10 000 Arbitrage : Victor Gomes | Spectateurs : 10 000 Arbitrage : Victor Gomes |
| 17:00 UTC+2      | Mabare 17e | Rapport |             | Spectateurs : 10 000 Arbitrage : Victor Gomes | Spectateurs : 10 000 Arbitrage : Victor Gomes |

### Finale
| 1er février 2014 | Libye                                                      | 0 - 0 a. p.     | Ghana                                                | Cape Town Stadium, Le Cap                        |                                                  |
| 20:00 UTC+2      |                                                            | (0 - 0)         |                                                      | Spectateurs : 16 505 Arbitrage : Mohamed Benouza | Spectateurs : 16 505 Arbitrage : Mohamed Benouza |
| 20:00 UTC+2      | Rapport                                                    |                 |                                                      | Spectateurs : 16 505 Arbitrage : Mohamed Benouza | Spectateurs : 16 505 Arbitrage : Mohamed Benouza |
| 20:00 UTC+2      | Al Badri · Al Mahdi · Al Maghasi · Elgadi · Omar · El Trbi | Tirs au but 4–3 | Akuffu · Ainooson · Attobrah · Saka · Owusu · Joshua | Spectateurs : 16 505 Arbitrage : Mohamed Benouza | Spectateurs : 16 505 Arbitrage : Mohamed Benouza |

## Buteurs
| 4 buts - Bernard Parker 3 buts - Abdulsalam Faraj Omar - Rabiu Ali - Ejike Uzoenyi - Yunus Sentamu 2 buts - Cheik Moulaye - Selemani Ndikumana - Jean-Marc Makusu - Tatry Bonaventure Sokambi - Kwabena Adusei - Ibourahima Sidibé - Mouhcine Iajour - Mohsine Moutouali - Diogo António Alberto - Ifeanyi Benjamin Ede - Theophilus Annorbaah 1 but - Cyrille Bayala - Bassirou Ouédraogo - Fiston Abdul Razak - Christophe Nduwarugira - Hardy Binguila - Rudi Ndey - Moise Nkounkou - Emomo Eddy Ngoyi | 1 but (suite) - Aaron Appindangoyé - Erwin N'Guéma - Duval N'Zembi - Daniel Cousin - Mustapha Yahaya - Elmutasem Abushnaf - Faisal Al Badri - Abdelrahman Ramadan Fetori - Abdoulaye Sissoko - Adama Traoré - Idrissa Traoré - Hamidou Sinayoko - Mohamed Denna - Ely Samba Voulany - Brahim El Bahri - Rafik Abdessamad - Abdelkabir El Ouadi - Dário Ivan Khan - Josemar Tiago Machaisse - Abubakar Aliyu Ibrahim - Barnabas Imenger Jr. - Chinonso Christian Obiozor - Gbolahan Salami - Uzochukwu Ugonna - Hlompho Kekana - Masimba Mambare - Simba Sithole - Kudakwashe Mahachi |

## Annexe